# Momena Ibrahimi
Momena Ibrahimi (Afeganistão, 1993), também conhecida como Momena Karbalayee, é uma ex-policial e ativista pelos direitos das mulheres afegãs, residente no Reino Unido. Em dezembro de 2021, foi incluída na lista das 100 Mulheres mais influentes do mundo, elaborada pela BBC. Em 2017, Momena foi a primeira mulher a ser policial no distrito de Kajran, na província de Daykundi, no centro do Afeganistão.
Em 6 de Setembro de 2009, o chefe da delegacia de polícia de Kajran e seu superior, Mohammad Khan Baluch, ordenou-lhe que mantivesse relações sexual com um oficial amigo seu, que estava visitando a cidade. Diante da recusa de Momena, o próprio Mohammad a espancou e a estuprou.
Ela apresentou o caso à justiça, mas o juiz negou provimento ao caso em 2020. Meses depois, Momena tentou suicídio. Ela recorreu aos tribunais e relatou pressão de autoridades políticas e policiais para retirar a denúncia.
Momena Ibrahimi declarou que o seu caso tinha que servir para dar visibilidade à situação que vivem as mulheres de seu país, em especial à alta percentagem de mulheres policiais que sofrem assédio sexual por parte de colegas e superiores.
Em Agosto de 2021, devido à chegada dos talibãs afegãos ao poder, Momena Ibrahimi teve de exilar-se no Reino Unido.